# De 7 krystalkugler
De 7 krystalkugler (tidligere skrevet De syv krystalkugler, titel i Politiken også De syv glaskugler; fransk originaltitel Les 7 boules de cristal) er det trettende album i tegneserien om Tintins oplevelser. Det er skrevet og tegnet af den belgiske tegneserieskaber Hergé og blev udgivet i 1948, men blev først udgivet i den belgiske avis Le Soir i mindre dele fra 16. december 1943 til 3. september 1944. Udgivelsen i bogform blev forsinket, da 2. verdenskrig var afsluttet og Belgien var blevet befriet, og Hergé og andre medlemmer af Le Soir blev efterforsket som kollaboratører.
Albummet er den første del af en historie, der bliver afsluttet i Soltemplet i 1949, og handler om den mystiske inka-mumie Rascar Capac som synes at være årsagen til en mystisk sygdom, som syv forskere har pådraget sig efter en ekspedition til Sydamerika. Et vigtigt spor i sagen er, at der bliver opdaget skår fra krystalkugler ved hvert offer. I en slotspark finder Tournesol Rascar Capacs hellige armbånd og bliver bortført af en sort sedan der bliver opdaget i havnen. General Alcazars assistent Chiquito synes at være årsagen til bortførelsen af Tournesol.
Da det danske band Gasolin' skulle udgive deres første album i 1971, søgte de Hergé om tilladelse til at bruge et bearbejdet billede fra albummet og fik det godkendt.

## Nogle franske udgaver
- 1943-1944 & 1946: Les Aventures de Tintin et Milou, fortsat serie i Le Soir 16. december 1943 – 2. september 1944,[2] og Le Temple du Soleil, fortsat serie i Tintin nr. 1, 26. september 1946[3] – nr. 17, 22. april 1948.[4] De første 12½ side af Le Temple du Soleil blev indsat som slutning af De 7 krystalkugler, skiftet mellem de to album sker på side 13 i Tintin nr. 13, 19. december 1946.[5]
- 1946-1947: Les 7 boules de cristal, fortsat serie i Cœurs Vaillants nr. 1, 19. maj 1946[6] – nr. 44, 2. november 1947.[7]
- 1948: Les aventures de Tintin – Les 7 boules de cristal, album fra Casterman, 62 tegneseriesider i farver.[8]
- 1990: Les aventures de Tintin – Les 7 boules de cristal, album fra Casterman, 80 tegneseriesider i sort-hvid.[8]
- 2012: Les Mystères des 7 Boules de cristal, specialalbum fra Moulinsart.[9]

## Danske udgaver
Føljetoner
- 1951-1952: De syv krystalkugler. Fortsat serie i Kong Kylie nr. 48, fredag 23. november 1951 – nr. 49, fredag 28. november 1952.
- 1958: De syv glaskugler. Fortsat serie i Politiken nr. 207, mandag 28. april 1958 – nr. 348, onsdag 17. september 1958.
- 1974-1975: De syv Krystalkugler. Fortsat serie i Århus Stiftstidende søndag 19. maj 1974 – søndag 27. juli 1975.
- 1992-1993: De syv Krystalkugler. Fortsat serie i Århus Stiftstidende søndag 23. august 1992 – søndag 24. oktober 1993.
- ca. 1971: De syv krystalkugler. Fortsat serie i Billed-Bladet.

Album
- 1960: Tintins oplevelser nr. 3 (gammel standardudgave). De syv krystalkugler. Illustrationsforlaget. Genoptryk har ISBN 87-562-0036-6.[10]
- 1984: Tintins oplevelser (dobbeltbind) De syv krystalkugler & Soltemplet med ekstramateriale. Totalt 160 sider, indbundet. ISBN 87-562-2770-1.[11]
- 2006: Tintins oplevelser (retroudgave). De 7 krystalkugler. 2. udgave. Carlsen Comics, ISBN 978-87-626-7792-0. Fra 2. oplag, 2012, Cobolt, ISBN 978-87-7085-282-1.[12]
- 2008: Tintins oplevelser nr. 13 (minicomics). De 7 krystalkugler. Carlsen, ISBN 978-87-626-5637-6.[13]
- 2011: Tintins oplevelser (ny standardudgave). De 7 krystalkugler. Cobolt, ISBN 978-87-7085-445-0.[14]